# Elektrownia Wodna Oława II
Mała Elektrownia Wodna Oława II – jedna z dwóch elektrowni wodnych należących do spółki Elektrownia Wodna we Włocławku, zlokalizowana w Oławie na rzece Odrze.

## Historia
W roku 2002 obiekt MEW w Oławie na rzece Odrze został zakupiony przez spółkę Elektrownia Wodna we Włocławku Sp. z o.o. i znajduje się w jej strukturze organizacyjnej pod nazwą MEW Oława II.

## Dane techniczne
- Elektrownia: MEW Oława II
- Rzeka: Odra/Młynówka
- Lokalizacja: 212,9/1,880 km
- Rok budowy: 1991/2004
- Rzędna piętrzenia: 128,09 m n.p.m.
- Spad znamionowy: 3,5 m
- Liczba hydrozespołów: 4
- Typ turbiny: śmigłowa/lewarowa
- Moc instalowana: 580 kW
- Przełyk instalowany: 20 m³/s
- Średnia produkcja: 2000 MWh/s